# Coleocephalocereus purpureus

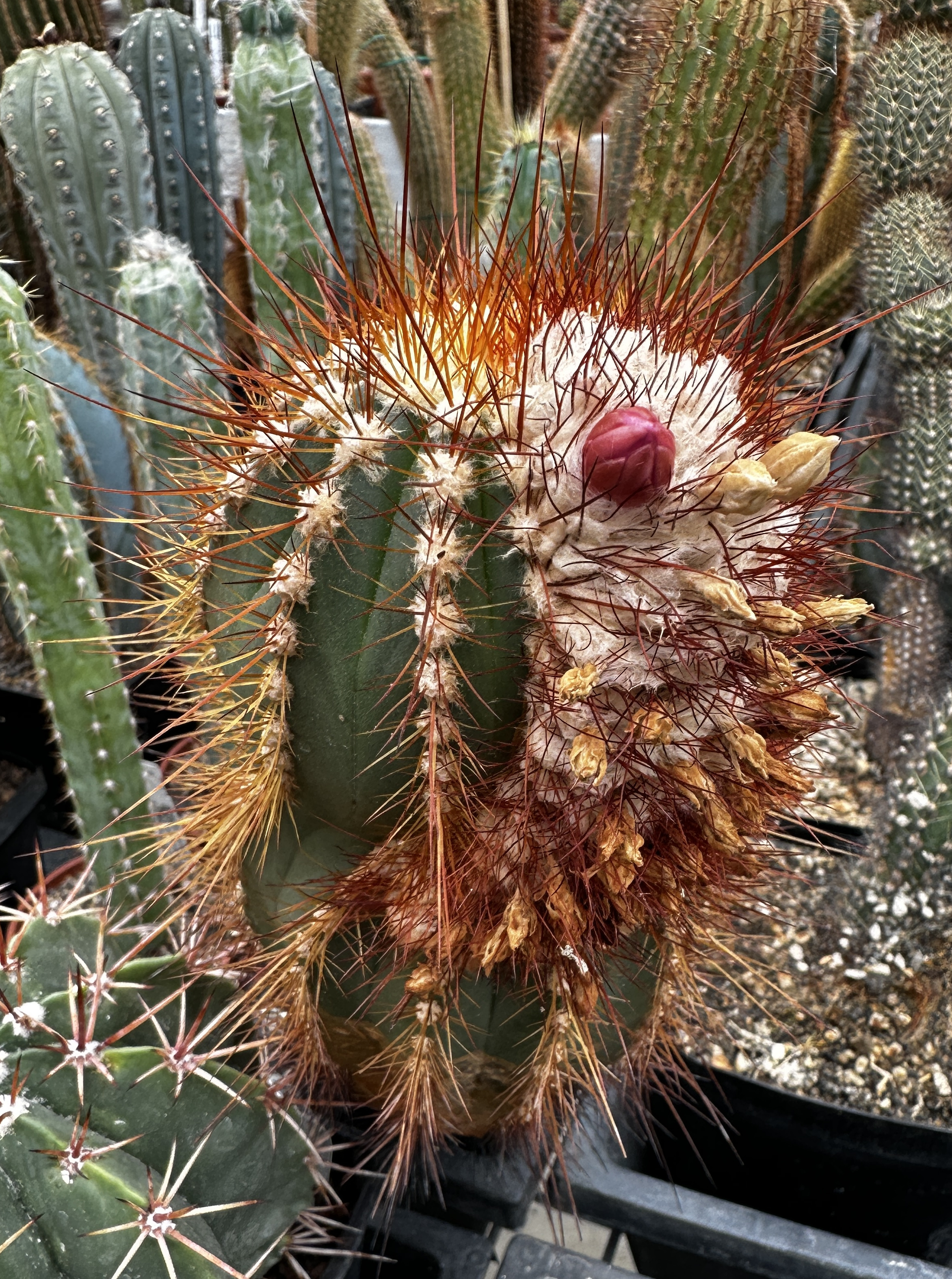
Pflanze in Kultur mit Blütenstand

Coleocephalocereus purpureus ist eine Pflanzenart aus der Gattung Coleocephalocereus in der Familie der Kakteengewächse (Cactaceae). Das Artepitheton purpureus stammt aus dem Lateinischen, bedeutet ‚purpurrot‘ und verweist auf die Blütenfarbe der Art.

## Beschreibung
Coleocephalocereus purpureus wächst aufrecht mit säulenförmigen, tiefgrünen Trieben, die an der Basis verzweigen. Die Triebe erreichen bei Durchmessern von 10 Zentimetern Wuchshöhen von bis 90 Zentimetern. Es sind 13 Rippen vorhanden. Die anfangs goldgelben bis roten Dornen werden später grau. Von den 4 Mitteldornen ist einer bis 7 Zentimeter lang. Die übrigen drei sind zwischen 3 und 3,5 Zentimeter lang. Die 12 ausgebreiteten und etwas gebogenen Randdornen sind nadelig. Sie weisen eine Länge von 1,2 bis 2,5 Zentimeter auf. Das aus grauer Wolle und goldgelben bis braunen Borsten gebildete Cephalium ist bis 50 Zentimeter lang.
Die röhrenförmigen Blüten sind purpurrot, bis 3 Zentimeter lang und haben Durchmesser von 1,2 Zentimetern. Die kugel- bis eiförmigen, glänzend roten Früchte erreichen Durchmesser von bis 1,7 Zentimetern und werden 1,7 bis 2,5 Zentimeter lang.

## Systematik, Verbreitung und Gefährdung
Coleocephalocereus purpureus ist im Nordosten des brasilianischen Bundesstaates Minas Gerais verbreitet.
Die Erstbeschreibung als Buiningia purpurea erfolgte 1973 durch Albert Frederik Hendrik Buining und Arnold J. Brederoo. Friedrich Ritter stellte die Art 1979 in die Gattung Coleocephalocereus.
Coleocephalocereus purpureus wird in der Roten Liste gefährdeter Arten der IUCN als „Critically Endangered (CR)“, d. h. vom Aussterben bedroht, eingestuft.

## Nachweise